# Відносини Молдова — НАТО
Співробітництво між Молдовою і НАТО почалось ще в 1992 році, вона приєдналася до Ради євроатлантичного співробітництва , перейменованої в Раду євроатлантичного партнерства в 1997 році, що об'єднує 50 країн у рамках багатостороннього форуму, який забезпечує процес діалогу та консультацій з питань політики і безпеки серед країн-членів НАТО та країн-партнерів. РЄАП є загальною політичною структурою, у межах якої розвивається співпраця між НАТО та країнами-партнерами на Євроатлантичному просторі, а також двосторонні відносини між НАТО та окремими країнами-партнерами, що беруть участь у програмі «Партнерство заради миру».. І зразу ж у 1994 році Молдова приєднується до Партнерства заради миру. НАТО і Республіка Молдова активно співпрацюють у різних сферах, і постійно поглиблюють практичне співробітництво в багатьох сферах. Індивідуальний план партнерства 19 травня 2006 року підписали План "Республіка Молдова — НАТО". Ключовою метою механізму є зміцнення політичного діалогу та консультації між НАТО і Республікою Молдова з метою забезпечення співробітництва для заохочення та підтримки внутрішніх та зовнішніх умов для просування демократичних реформ. В рамках цього розширеного діалогу Молдова отримала можливість обговорити та затвердити бажання і здатність здійснювати основні принципи внутрішньої і зовнішньої політики, викладені в Рамковому документі Партнерство заради Миру і в документі Ради Євроатлантичного Партнерства.
План IPAP Республіка Молдова — НАТО, складається з чотирьох основних розділів:
- Політичні проблеми і проблеми безпеки;
- Військові та оборонні проблеми;
- Інформування громадськості, наука і планування надзвичайних ситуацій;
- Адміністративні аспекти, захист інформації та ресурсів, що містяться у двох окремих частинах: основні політичні цілі і реформування Республіки Молдова і галузі реформування, які є предметом консультацій.

Молдова прагне наблизитися до стандартів країн євроатлантичного альянсу. Ступінь співробітництва між НАТО та Молдовою в результаті залежить від готовності країни продовжувати свій демократичний процес реформ і зміцнення існуючих демократичних інститутів.
У відповідності з даним Планом основними стратегічними цілями Республіки Молдова є: інтеграція в Європейський Союз, посилення діалогу та поглиблення відносин з євроатлантичними структурами. Беручи до уваги свій статус нейтралітету, Республіка Молдова, шляхом впровадження IPAP не переслідує мети вступу до НАТО, але сподівається використати план для посилення перетворень в секторі оборони та національної безпеки. З цією метою в Республіці Молдова була створена політична і правова база для впровадження IPAP, а також необхідні інституційні механізми. В контексті відновлення цілісності держави, Республіка Молдова бажає якнайшвидшого розв'язання Придністровського конфлікту мирним шляхом.

## Історія

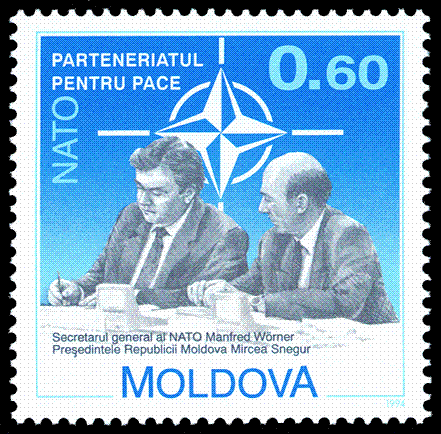
Снегур та Вернер підписали «Партнерство заради миру» 16 березня 1994 року

У 1992 р. Молдова приєдналася до Ради північноатлантичного співробітництва, перейменованої в Раду євроатлантичного партнерства (РЄАП) у 1997 р. Відносини розширились, коли Молдова приєдналася до програми «Партнерство заради миру» (ПЗМ) у 1994 р. Партнерство заради миру було підписано Мірчею Снегуром та Манфред Вернер, 16 березня 1994 р., Коли Молдова стала 12 країною, що підписала Конвенцію, і другою після Співдружності Незалежних Держав.
8 липня 1997 року Петру Лучинскі та міністр закордонних справ Молдови Міхай Попов взяли участь у саміті НАТО в Мадриді.
Місія Молдови при НАТО була створена в 1997 році з призначенням першого представника Молдови при РЄАП. Місія розташована в посольстві Молдови в Брюсселі та має відділ зв'язку в приміщенні штаб-квартири НАТО в Брюсселі.
Володимир Воронін відвідав штаб-квартиру НАТО у Брюсселі 23 червня 2003 року, 7 червня 2005 року, 22 червня 2006 року, 18 червня 2007 року та 5 грудня 2007 року.
На саміті в Стамбулі 2004 р. НАТО прийняла військову присутність Росії в Молдові та Грузії (виведення цих військ було зобов'язанням, яке Росія взяла на себе в Стамбулі в Європі на саміті в 1999 р.). Міністр оборони США Дональд Рамсфельд зупинився на шляху до Стамбула в Молдові, де закликав до виведення російських військ з країни.
23 вересня 2004 року Генеральний секретар НАТО Яап де Хооп Схеффер відвідав Кишинів, де зустрівся з президентом Молдови Володимиром Вороніним, міністром закордонних справ Молдови Андрієм Стратаном та міністром оборони Віктором Гайчуком.
Виступаючи у червні 2005 р. в штаб-квартирі НАТО в Брюсселі, Президент Молдови В. Воронін заявив, що негайне, беззастережне і повне виведення збройних сил Російської Федерації з Республіки Молдова стало б вирішальним поштовхом на шляху розв'язання придністровської проблеми. (Мир в зоні конфлікту з 1992 р. підтримують спільні миротворчі сили, в які входять 335 російських військовослужбовців, 490 — придністровських, 453 — молдавських і десять військових спостерігачів від України).
У зверненні молдавського парламенту про принципи і умови демілітаризації придністровського регіону висловлюється надія на сприяння НАТО, міжнародної місії військових і цивільних спостерігачів, завдяки якому вдасться розформувати збройні підрозділи придністровського регіону, утилізувати озброєння і військову техніку, а також здійснити програму соціальної реабілітації і перекваліфікації осіб, що проходять службу у складі так званих військових формувань самопроголошеної ПМР.
Для Молдови Північноатлантичний альянс є вкрай важливим партнером в питанні врегулювання придністровського конфлікту і визначення найбільш ефективних шляхів вирішення цієї проблеми, а також в зміцненні переговорного потенціалу в діалозі з Російською Федерацією про виведення її військ з території Придністров'я у відповідності з рішеннями Стамбульського саміту ОБСЄ. Альянс наполягає на необхідності мирного розв'язання Придністровського конфлікту зокрема шляхом надання Придністровському регіону особливого правового статусу на засадах збереження суверенітету та територіальної цілісності Республіки Молдова.
Тривала політична нестабільність в Україні після 2004 р. негативно позначилася на зовнішньополітичних позиціях Києва. Наочним прикладом цього стало посилення позицій Молдови за рахунок українських національних інтересів. Отримавши завдяки недалекоглядним діям українських можновладців можливість спорудження порту в Джурджулештах на Дунаї, Молдова фактично стала сьомою причорноморською державою. Будівництво Кишиневом нафтового терміналу, вантажопасажирського порту і нафтопереробного заводу поблизу Джурджулешти завдало значної шкоди українським економічним інтересам в Придунав'ї, зокрема що стосується діяльності порту Рені, донедавна наймогутнішого на Дунаї.
Індивідуальний план дій партнерства між НАТО та Молдовою був підписаний 19 травня 2006 року. Згідно з планом, у 2007‑2008 рр. при Службі інформації і безпеки Молдови створений Антитерористичний центр для можливої участі в операціях під егідою НАТО.
Молдова сподівається на підтримку НАТО не тільки в реформуванні Національної Армії, але і в процесі врегулювання придністровського конфлікту. За підтримки Відділу громадської дипломатії НАТО в Молдовському державному університеті в жовтні 2007 року було відкрито Центр інформації та документації про НАТО. 3 квітня на саміті в Бухаресті 2008 року НАТО заявила про підтримку територіальної цілісності, незалежності та суверенітету Молдови. Воронін взяв участь у робочому ланчі глав держав та урядів країн Ради євроатлантичного партнерства в Бухаресті. 18 листопада 2008 року Парламентська асамблея НАТО прийняла Резолюцію 371 про майбутнє відносин між НАТО і Росією, серед іншого, "закликає уряд і парламент Росії дотримуватися своїх зобов'язань, прийнятих на саміті ОБСЄ в Стамбулі в 1999 р. найближчим часом вивести свою незаконну військову присутність із Придністровського регіону Молдови ". У 2009 році Молдова скасувала свою участь у кооперативі 09 у відповідь на заколот військ у Грузії.
Колишній комуністичний уряд, який втратив більшість у парламенті на виборах 2009 року, вважався більш союзним з Росією і вже був членом Співдружності Незалежних Держав. У квітні 2009 року Молдова заявила, що не братиме участі у червневих військових навчаннях НАТО. Нова правляча партія «Альянс за європейську інтеграцію» поки відмовилася від будь-яких дій, спрямованих або на перехід до членства, або на вихід із Співдружності Незалежних Держав, і заперечує плани робити це.

### Призупинення відносин
У січні 2017 року обраний проросійськи-орієнтований президент Молдови Ігор Додон заявив, що він має намір відмінити угоду про відкриття бюро зв'язків з НАТО у Кишиневі. Про що розповів в інтерв'ю телеканалу RT. Також, наголосив, що в його планах на посту президента буде налагодження відносин з Росією. Ним же була висловлена сумнівність в тому, що Молдова колись буде повноцінним членом ЄС, тоді як під проводом Москви Молдова могла б стати спостерігачем в Євразійському економічному союзі. Підтримка подібних ініціатив в парламенті була ним також обіцяна після наступних парламентських виборів.
Однак за президентства Маї Санду, відносини знову були відновлені.

## Співробітництво з НАТО

Члени і партнери НАТО в Європі
Члени НАТО
План дій щодо членства
Індивідуальний партнерський план
Партнерство заради миру

Області співробітництва, плани реформ і політичних процесів діалогу детально викладені в індивідуальному партнерстві плану Молдови, який спільно погодженою з НАТО. Основні напрями співпраці включають підготовку стратегічних документів для реформ, планування оборонних бюджетів і підвищення військової освіти і підготовки кадрів в Молдові.
За підтримки реформ, другим ключовим завданням співпраці НАТО з Молдовою є розвиток здатності сил 22-го миротворчого батальйону до взаємодії з силами країн НАТО, особливо в кризових ситуаціях та операціях з підтримання миру. Молдова також працює разом з НАТО та країнами-партнерами в широкому діапазоні інших областях в рамках Партнерства заради миру (ПЗМ) та Ради євроатлантичного партнерства (РЄАП).

## Нейтралітет
Стаття 11 Конституції Молдови говорить:
 Республіка Молдова проголошує свій постійний нейтралітет. Республіка Молдова не допускає розміщення на своїй території збройних сил інших держав. 
Таким чином оскільки нейтралітет Молдови закріплений в її конституції, у країни немає планів щодо вступу ні в НАТО, ні в ОДКБ.

## Основні напрямки співробітництва

### Співпраця в галузі безпеки
Завдяки регулярним навчанням, Молдова прийняла заходи по приведенню своїх сил ближче до повної сумісності з військами союзників.Молдова оголосила кількість одиниць, доступних для заходів ПЗМ, на індивідуальній основі для підтримки миротворчого контингенту. П'ять молдавських вертольотів в даний час підтримують місію ООН в Афганістані.
Молдова також виділила військовий аеродром та інші об'єкти для підготовки кадрів для діяльності ПЗМ. Молдова бере участь у боротьбі з тероризмом шляхом участі в Плані дій партнерства по боротьбі з тероризмом (ПАП-Т). ПДБТ — основна складова програми «Партнерство заради миру» (ПЗМ). Участь у ньому на індивідуальній основі була також запропонована країнам, залученим до програми НАТО «Середземноморський діалог» та іншим зацікавленим країнам. Кожна з країн узгоджує рівень своєї участі з НАТО індивідуально.
План дій сприяє розширенню обміну розвідувальною інформацією та співпраці у таких галузях, як безпека кордонів, підготовка та проведення навчань, що мають відношення до боротьби з тероризмом, розвиток можливостей захисту від терористичних нападів і ліквідація їхніх наслідків.
Робота з підвищення військової освіти і підготовки кадрів в Молдові орієнтована на Військовий інститут та операцій з підтримання миру Навчального центру, у який йде тісна співпраця з експерти НАТО.
НАТО не має прямої дії в процесі врегулювання конфлікту в регіоні Придністров'я. Тим не менш, генеральний секретар НАТО Яап де Хооп Схеффер заявив, що позиція Альянсу залишаються тимиж, що всі стамбульські зобов'язання, зроблені Росією повинні бути виконані, в тому числі, що стосуються вилучення російської зброї і боєприпасів, що зберігаються в регіоні Придністров'я.

### Захист і реформа сектора безпеки
Оборона і правоохоронf системи є основними напрямками співробітництва. НАТО і союзники мають значний досвід, який Молдова може черпати в цій області. НАТО підтримує широкий демократичний та інституційний і судовий процес реформ, що реалізовується в Молдові. Молдова у розробці стратегічних документів щодо реформи сектора оборони і безпеки. Ці документи необхідні для проведення огляду стратегічної оборони. Консультації також проводяться, необхідні для створення прозорого планування та оборонних бюджетів, яка буде ключовими інструментами для проведення та реалізації Стратегічного аналізу оборони.
НАТО і союзники і надалі надаватимуть допомогу Молдові у створенні сучасної, мобільної, високої готовності, добре обладнаниної армії, яка взаємодієтиме з союзниками. Молдавська участь в плануваннях та аналізу ПЗМ (ППА), з 1997 року, грає важливу роль в цьому процесі. Ключові проекти реформ включають поліпшення структури командування і контролю, військова логістика, управління персоналом, навчання та зміцнення потенціалу прикордонних патрульних Молдови.

### Планування цивільної безпеки
Для Молдови, планування на випадок надзвичайних ситуацій є одним з пріоритетних напрямків співпраці з союзниками. Завдяки участі в заходах, організованих НАТО. Молдова розвиває інформаційну обізнаність громадян у разі надзвичайних ситуацій та катастроф і можливості їхнього попередження. У консультації з союзниками, країна також працює на підвищення правової бази для боротьби з такими надзвичайними ситуаціями, і працює над створенням інформаційної кризової системи цивільного координаційної діяльності у разі виникнення надзвичайної ситуації.
НАТО та країни-партнери обмінюються необхідною інформацією та беруть активну участь у заходах планування цивільної оборони з метою оцінки ризиків і зниження уразливості цивільного населення по відношенню до тероризму та нападів із застосуванням хімічних, біологічних, радіологічних та ядерних засобів. Це включає розробку процедур врегулювання криз та активну участь у польових навчаннях.
Союзники по НАТО та партнери виконують план дій з планування цивільної оборони, затверджений Головним комітетом з планування цивільної оборони. Зокрема, партнери приєднуються до заходів, що виконуються на рівні Головного комітету, його комісій та комітетів з питань планування, щоб продумати усілякі варіанти підтримки.

### Наука і довкілля
Молдова отримала гранди близько 18 спільних проектів. Проекти включають в себе сейсмічні дослідження щодо зниження ризику і діяльності з моніторингу річок. Молдова планує збільшити наукову співпрацю. Основні напрямки розвитку може бути дослідження боротьби з тероризмом, видалення небезпечних хімічних речовин і зниження ризику і зменшення наслідків радіоактивного забруднення навколишнього середовища.
Партнерство для Цільового фонду миру допомогла забезпечити ідентифікацію і переупаковку близько 1200 тонн небезпечних хімічних речовин і добрив. Тепер акцент буде зміщений до руйнування цих речовин.

### Суспільна інформація
Молдова і НАТО спрямовані на поліпшення інформованості громадськості та доступ до інформації про НАТО і переваги співпраці між НАТО і Молдови. За підтримки Управління громадської дипломатії НАТО, Центр інформації та документації по НАТО був відкритий в Кишиневі при державному університеті в жовтні 2007 року НАТО також підтримує Молдову в поліпшенні підготовки громадської інформації фахівців в рамках збройних сил країни.

## Соціологічні опитування
Ставлення населення Молдови до вступу в НАТО за даними загальномолдавських опитувань громадської думки:
| Дата          | Ставлення | Ставлення | Агентство                                 |
|               | За        | Проти     |                                           |
| Січень 2012   | 17 %      | 47 %      | Асоціація соціологів і демографів Молдови |
| Березень 2014 |           | 40 %      | Асоціація соціологів і демографів Молдови |
| Жовтень 2014  | 24 %      | 48 %      | Асоціація соціологів і демографів Молдови |
| Листопад 2014 | 18 %      | 50 %      | «Барометр громадської думки»              |
| Квітень 2015  | 23,2 %    | 48,3 %    | «Барометр громадської думки»              |
| Квітень 2015  | 24,9 %    | 37,8 %    | Асоціація соціологів і демографів Молдови |

## Галерея

Інформаційний центр НАТО в Молдові